# Stolzova věta
Stolzova věta nebo Stolzova-Cesàrova věta je věta matematické analýzy, která slouží k výpočtu limity podílu dvou posloupností. Stolzova věta je obdobou L'Hospitalova pravidla pro limity funkcí

## Znění věty
Nechť {\displaystyle (a_{n})} a {\displaystyle (b_{n})} jsou dvě reálné posloupnosti, přičemž {\displaystyle (b_{n})} je ostře rostoucí posloupnost nenulových čísel rostoucí nade všechny meze. Nechť navíc existuje limita 

{\displaystyle L=\lim _{n\to \infty }{\frac {a_{n+1}-a_{n}}{b_{n+1}-b_{n}}}.}

Potom také limita {\displaystyle \lim _{n\to \infty }{\frac {a_{n}}{b_{n}}}} existuje a je rovna číslu {\displaystyle L}.

## Důkaz
Důkaz Stolzovy věty může být založen přímo na definici limity posloupnosti. Z předpokladů víme, že pro každé {\displaystyle \varepsilon >0\,} existuje {\displaystyle N(\varepsilon )\in \mathbb {N} } takové, že {\displaystyle \forall n\geq N(\varepsilon )} platí: 

{\displaystyle L-\varepsilon <{\frac {a_{n+1}-a_{n}}{b_{n+1}-b_{n}}}<L+\varepsilon ,}

kde {\displaystyle L} je předpokládaná limita posloupnosti. Z předpokladu, že řada {\displaystyle b_{n}} ostře roste, odvodíme, že jmenovatelé {\displaystyle b_{n+1}-b_{n}} jsou vždy kladní, a smíme tedy jimi nerovnici vynásobit beze změny směru nerovností. Dostaneme:

{\displaystyle (L-\varepsilon )\,(b_{n+1}-b_{n})<a_{n+1}-a_{n}<(L+\varepsilon )\,(b_{n+1}-b_{n}).}

Nechť dále {\displaystyle k} je nějaké přirozené číslo větší než {\displaystyle N(\varepsilon )} a zároveň takové, aby {\displaystyle b_{k+1}>0} (jeho existence plyne z předpokladu, že posloupnost {\displaystyle b} diverguje). Sečtěme poslední uvedenou nerovnost od {\displaystyle N(\varepsilon )} po {\displaystyle k} a dostaneme:

{\displaystyle (L-\varepsilon )\sum _{i=N(\varepsilon )}^{k}(b_{i+1}-b_{i})<\sum _{i=N(\varepsilon )}^{k}(a_{n+1}-a_{n})<(L+\varepsilon )\sum _{i=N(\varepsilon )}^{k}(b_{i+1}-b_{i}).} 

V sumách se však všechny mezilehlé členy navzájem vyruší, takže dostaneme:

{\displaystyle (L-\varepsilon )\,(b_{k+1}-b_{N(\varepsilon )})<a_{k+1}-a_{N(\varepsilon )}<(L+\varepsilon )\,(b_{k+1}-b_{N(\varepsilon )}),} 

což po vydělení kladným číslem {\displaystyle b_{k+1}} dává:

{\displaystyle (L-\varepsilon )\left(1-{\frac {b_{N(\varepsilon )}}{b_{k+1}}}\right)<{\frac {a_{k+1}}{b_{k+1}}}-{\frac {a_{N(\varepsilon )}}{b_{k+1}}}<(L+\varepsilon )\left(1-{\frac {b_{N(\varepsilon )}}{b_{k+1}}}\right),}

z čehož po přičtení čísla {\displaystyle a_{N(\varepsilon )}/b_{k+1}} dospějeme k nerovnici 

{\displaystyle (L-\varepsilon )\left(1-{\frac {b_{N(\varepsilon )}}{b_{k+1}}}\right)+{\frac {a_{N(\varepsilon )}}{b_{k+1}}}<{\frac {a_{k+1}}{b_{k+1}}}<(L+\varepsilon )\left(1-{\frac {b_{N(\varepsilon )}}{b_{k+1}}}\right)+{\frac {a_{N(\varepsilon )}}{b_{k+1}}}.}

Protože posloupnost {\displaystyle b} diverguje, můžeme s rostoucím {\displaystyle k} učinit členy {\displaystyle a_{N(\varepsilon )}/b_{k+1}} a {\displaystyle b_{N(\varepsilon )}/b_{k+1}} libovolně malými. V limitním přechodu pro {\displaystyle k} rostoucí do nekonečna tedy dostaneme nerovnici:

{\displaystyle L-\varepsilon \leq \lim _{k\rightarrow \infty }{\frac {a_{k+1}}{b_{k+1}}}\leq L+\varepsilon ,}

a je zároveň vidět, že limita {\displaystyle \lim _{k\rightarrow \infty }{\frac {a_{k+1}}{b_{k+1}}}} existuje, jelikož členy posloupnosti {\displaystyle {\frac {a_{k+1}}{b_{k+1}}}} dokážeme pro dosti vysoké {\displaystyle k} omezit na libovolně malý interval kolem čísla {\displaystyle L}, a to je již tvrzení, které jsme chtěli dokázat.

## Příklad
Mějme za úkol vypočítat {\displaystyle \lim _{n\to \infty }{\frac {{\sqrt {1}}+{\sqrt {2}}+...+{\sqrt {n}}}{\sqrt {n^{3}}}}.}

Řešení: Protože jsou splněny předpoklady Stolzovy věty ({\displaystyle \lim _{n\to \infty }{\sqrt {n^{3}}}=+\infty } a po provedení následujícího výpočtu uvidíme, že i druhý předpoklad je splněn), můžeme větu aplikovat:

{\displaystyle \lim _{n\to \infty }{\frac {{\sqrt {1}}+{\sqrt {2}}+...+{\sqrt {n}}+{\sqrt {n+1}}-({\sqrt {1}}+{\sqrt {2}}+...+{\sqrt {n}})}{{\sqrt {(n+1)^{3}}}-{\sqrt {n^{3}}}}}=\lim _{n\to \infty }{\frac {\sqrt {n+1}}{{\sqrt {(n+1)^{3}}}-{\sqrt {n^{3}}}}}=}

{\displaystyle \lim _{n\to \infty }{\frac {\sqrt {n+1}}{({\sqrt {n+1}}-{\sqrt {n}})(n+1+{\sqrt {n(n+1)}}+n)}}=\lim _{n\to \infty }{\frac {{\sqrt {n+1}}\,({\sqrt {n+1}}+{\sqrt {n}})}{2n+1+{\sqrt {n(n+1)}}}}=}

{\displaystyle \lim _{n\to \infty }{\frac {n+1+n{\sqrt {1+{\frac {1}{n}}}}}{2n+1+n{\sqrt {1+{\frac {1}{n}}}}}}=\lim _{n\to \infty }{\frac {1+{\frac {1}{n}}+{\sqrt {1+{\frac {1}{n}}}}}{2+{\frac {1}{n}}+{\sqrt {1+{\frac {1}{n}}}}}}={\frac {1+0+1}{2+0+1}}={\frac {2}{3}}.}
Protože jsme zároveň ověřili, že předpoklady Stolzovy věty platí, můžeme tvrdit, že limita posloupnosti v zadání je rovna 2/3. Přitom jsme při druhé úpravě rozložili jmenovatele podle vzorce {\displaystyle a^{3}-b^{3}=(a-b)(a^{2}+ab+b^{2})} a při třetí jsme zlomek rozšířili výrazem {\displaystyle ({\sqrt {n+1}}+{\sqrt {n}})}, přičemž se první činitel ve jmenovateli vynásobil podle vzorce {\displaystyle a^{2}-b^{2}=(a-b)(a+b)}. Čtvrtá úprava znamená roznásobení závorky v čitateli a vytknutí n, pátá vykrácení zlomku číslem n, šestá limitní přechod pro jednotlivé členy čitatele i jmenovatele.